# Bermatingen
Bermatingen è un comune tedesco di 4 177 abitanti, situato nel land del Baden-Württemberg.